# 호세 캄파냐
호세 앙헬 고메스 캄파냐(스페인어: José Ángel Gómez Campaña, 1993년 5월 31일 ~ )는 레반테에서 미드필더로 뛰는 스페인의 축구 선수이다.

## 클럽 경력

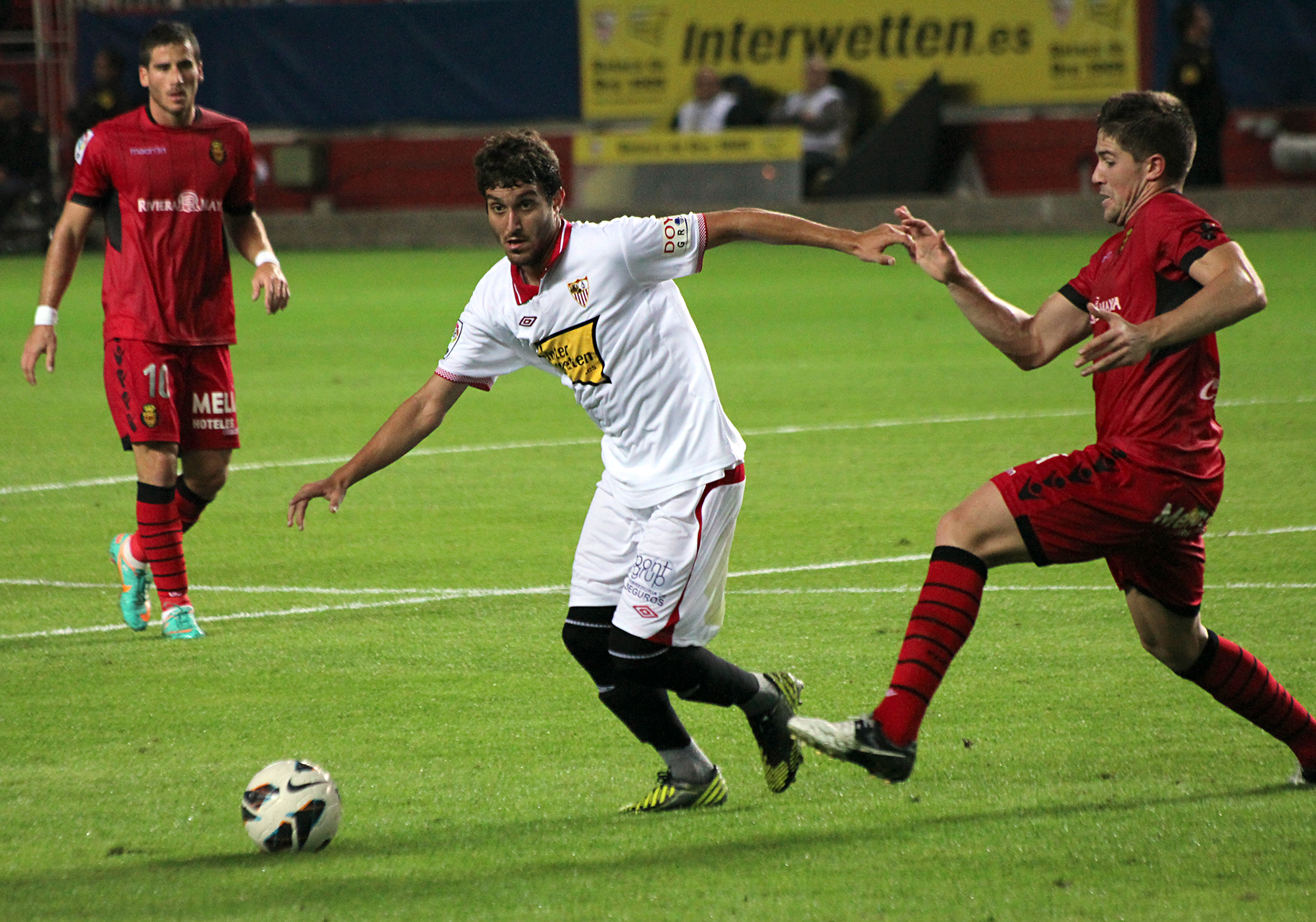
2012년에 마요르카전에 뛰고 있는 캄파냐.

### 세비야
세비야에서 태어난 캄파냐는 7살에 세비야 FC의 유소년팀에 입단했고 16살때 리저브팀에서 세군다 디비시온 B 경기에 출전하며 성인팀 데뷔전을 치렀다. 그는 2011년 프리시즌에 마르셀리노 가르시아 토랄가 팀의 감독으로 새롭게 부임함에 따라 1군팀으로 승격하였다.
2011년 8월 25일, 캄파냐는 그 시즌에 홈에서 1-1로 비긴 하노버 96과의 UEFA 유로파리그 경기에서 피오트르 트로호프스키의 교체 선수로 출전하며 10분간을 뛰며, 안달루시아 1군팀 데뷔전을 치렀다. 그는 3일 뒤에 홈에서 2-1로 이긴 말라가전에서 마누 델 모랄과 교체 선수로 출전하며 그의 첫 라 리가을 치렀다.
그의 첫 시즌에 캄파냐는 18경기에 출전했으며, 세비야가 9위로 마감하는데 기여를 하였다. 2013년 3월, 그의 발 골절 수술로 고통을 받은 후, 그는 남은 시즌을 부상으로 나오지 못했다.

### 크리스털 팰리스
2013년 7월 13일, 프리미어리그팀 크리스털 팰리스는 세비야의 2백만 유로 제시를 받아들였다. 4일뒤, 메디컬 테스트를 보낸후, 그는 4년 계약을 맺었다. 그는 8월 24일에 스토크 시티에게 1-2로 패배한 경기에서 데뷔전을 치렀다.

### 뉘른베르크
2014년 1월 31일, 캄파냐는 잔여 시즌간 영구 이적 가능성이 달린 임대를 통해서, 분데스리가의 1. FC 뉘른베르크에 입단했다. 하지만 시즌 종료후 그의 소유권은 크리스털 팰리스가 다시 획득하였다.

### 삼프도리아
2014년 7월 22일, 캄파냐는 비공개 이적료에 세리에 A의 삼프도리아에 입단했다.

## 국가대표팀 경력
캄파냐는 스페인을 대표하여 두 차례 UEFA U-19 축구 선수권 대회에 출전했다. 루마니아에서 열린 2011년 대회에서 체코와의 결승전을 포함해서 모두 3경기에 출전했다.
2012년, 캄파냐는 에스토니아에서 열린 대회에서 총 5경기 출전을 했으며, 그중에 4경기는 선발 출전 그리고 3경기는 주장을 맡으며 조국의 유럽 대륙의 패권을 다시 한번 확인시키는데 기여하였다. 그는 프랑스와의 준결승(120분간 3-3무승부 이후, 4-2 승리)에서 승부차기를 실축했다.

## 수상 경력
스페인 U-19
- UEFA U-19 축구 선수권 대회: 2011, 2012